# Edoardo mio figlio
Edoardo mio figlio è un film del 1949, diretto da George Cukor.

## Trama
Arnold ed Evelyn festeggiano a Londra il primo compleanno del figlio Edoardo con Larry Woodhope, un fisico loro amico, Arnold ha appena iniziato una nuova carriera nella finanza con Harry Simpkin, appena uscito di prigione dopo un periodo in prigione per frode fiscale.
A 6 anni il bambino deve sottoporsi ad una costosa operazione e il padre decide di incendiare la sua casa per incassare i soldi dell'assicurazione. Dopo un iniziale ripensamento sarà Harry a portare a compimento il piano.
Con il passare del tempo Arnol diventa sempre più ricco e disposto a tutto pur di proteggere il figlio che con l'età adulta diventa un forte bevitore. La madre Evelyn confida a Larry i suoi dubbi sul figlio che pare non aver nessun senso della morale mentre il padre non trova niente di sbagliato nelle sue azioni.
Uscito di prigione dopo un'altra condanna per frode fiscale Harry si reca da Arnold per chiedergli un lavoro ma dopo aver ricevuto una risposta negativa si suicida gettandosi dal tetto. Arnold non vuole essere coinvolto nelle indagini e la segretaria Eileen mente per lui affermando di non aver visto Harry.
I due iniziano una relazione ma dopo un anno scoprono di essere osservati da un detective assunto dall'avvocato di Evelyn. Arnold non vuole scandali e decide di troncare la relazione, Eileen disperata si suicida.
Raggiunti moglie e figlio in Svizzera ottiene la riappacificazione con Evelyn solo con il ricatto, pur di proteggere Harry, innamorato silenzioso, la donna non racconterà al figlio la verità sul padre ma con il passare degli anni anche lei diventa una alcolista.
Nel frattempo Edoardo si fidanza con Phyllis Mayden nonostante aspetti un figlio da Betty Foxley, convinta invece di essere lei la futura moglie. Arnold è disposto a pagare per fare abortire la ragazza ma Betty rifiuta e annuncia con orgoglio di essere in grado di occuparsi da sola del figlio. 
A causa della guerra Edoardo rimane vittima di un incidente aereo e anche Evelyn muore. Rimasto solo Arnold cerca di ritrovare il figlio di Betty di cui si è preso cura Larry. Convinto che l'uomo possa influenzare negativamente il piccolo, Larry si rifiuta di farli incontrare. Arnold non demorde e nonostante l'arresto legato all'incendio doloso decide di non interrompere la ricerca.